# Ліндон (округ Джуно, Вісконсин)
Ліндон (англ. Lyndon) — місто (англ. town) в США, в окрузі Джуно штату Вісконсин. Населення — 1493 особи (2020).

## Демографія
Згідно з переписом 2010 року, у місті мешкали 1384 особи в 541 домогосподарстві у складі 374 родин. Було 733 помешкання
Расовий склад населення:
| - 82,8 % — білих - 12,0 % — корінних американців - 1,2 % — чорних або афроамериканців - 0,9 % — азіатів - 0,1 % — вихідців з тихоокеанських островів - 2,0 % — осіб інших рас |

До двох чи більше рас належало 1,0 %. Частка іспаномовних становила 3,5 % від усіх жителів.
За віковим діапазоном населення розподілялося таким чином: 23,6 % — особи молодші 18 років, 64,1 % — особи у віці 18—64 років, 12,3 % — особи у віці 65 років та старші. Медіана віку мешканця становила 40,0 року. На 100 осіб жіночої статі у місті припадало 106,9 чоловіків;  на 100 жінок у віці від 18 років та старших — 106,2 чоловіків також старших 18 років.
Середній дохід на одне домашнє господарство  становив 61 197 доларів США (медіана — 50 250), а середній дохід на одну сім'ю — 71 524 долари (медіана — 60 000). Медіана доходів становила 37 071 долар для чоловіків та 35 135 доларів для жінок. За межею бідності перебувало 15,5 % осіб, у тому числі 19,9 % дітей у віці до 18 років та 11,3 % осіб у віці 65 років та старших.
Цивільне працевлаштоване населення становило 644 особи. Основні галузі зайнятості: мистецтво, розваги та відпочинок — 25,5 %, освіта, охорона здоров'я та соціальна допомога — 17,4 %, роздрібна торгівля — 9,3 %, виробництво — 8,1 %.